# Oțeleni
Oţeleni es una comuna ubicada en el distrito de Iași, Rumania.

## Superficie
Cuenta con una superficie de 44,66 kilómetros cuadrados.

## Demografía
Hasta 2021 la población era de 2863 habitantes, con una densidad de población de 64,11 habitantes por kilómetro cuadrado.